# Zofia Kowarzyk
Zofia Kowarzyk (ur. 16 maja 1907, zm. 25 czerwca 1979) – polska lekarka, profesorka, nauczycielka akademicka.

## Życiorys
Z domu Wołek. Absolwentka Uniwersytetu Jagiellońskiego. W latach 1946–1950 była starszą asystentką i adiunktką I Kliniki Chorób Wewnętrznych Uniwersytetu Wrocławskiego, a w latach 1950–1953 adiunktką II Kliniki Chorób Wewnętrznych Akademii Medycznej we Wrocławiu. Od 1953 do 1954 r. była również adiunktem Zakładu Patologii Ogólnej i Doświadczalnej, a od 1954 profesorką nadzwyczajną w tym zakładzie. W latach 1953–1955 pełniła funkcję prodziekana Wydziału Lekarskiego Akademii Medycznej we Wrocławiu. 
Badania naukowe prowadziła ze swoim mężem Hugonem Kowarzykiem. 
Zmarła w 1979 r. i została pochowana na cmentarzu św. Rodziny przy ul. Smętnej we Wrocławiu (sektor 11-6-5,5a).

## Ordery i odznaczenia
- Srebrny Krzyż Zasługi (dwukrotnie: po raz drugi 1 maja 1952[4])